# Saint Francois Mountains

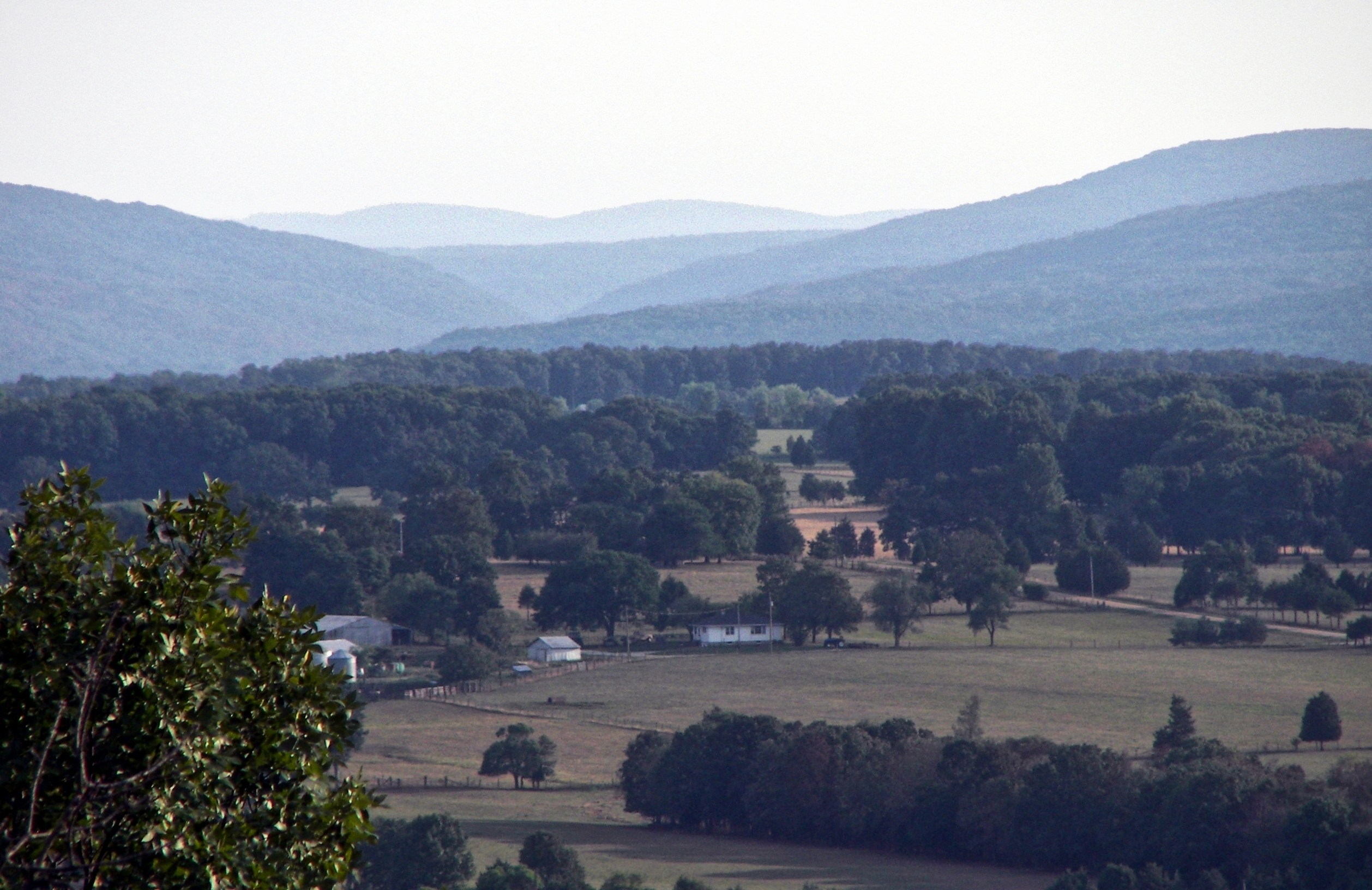
Vista della catena dalla sommità del Knob Lick.

Le Saint Francois Mountains sono una catena montuosa del sud-est dello Stato del Missouri negli Stati Uniti d'America. 

## Storia
Le Saint Francois Mountains sono apparse circa 1,4 miliardi di anni fa, quando un'intensa attività vulcanica creò un'importante faglia tettonica. Il magma formò queste rocce ignee e ora domina l'altopiano d'Ozark, che culmina con un'altitudine di 540 metri sul livello del mare con il Taum Sauk. Oggi queste montagne offrono il caratteristico aspetto frutto dell'erosione subita durante i vari periodi geologici. 
Questa catena montuosa rappresenta l'unica regione del Midwest degli Stati Uniti che non venne mai sommersa dalle acque ed è costituita da antichi scogli di un arcipelago di isole che emergevano dal mare durante il periodo paleozoico. I depositi di arenaria e scisti sono importanti in tutto il massiccio.